# Quintessons
Quintessons zijn een fictief buitenaards ras van cyborgs uit de Transformers-series. In de originele televisieserie waren zij de scheppers van de Transformers, maar in de meeste andere incarnaties hebben ze die status niet.

## Generation 1
In het Generation 1 universum waren de Quintessons een ras dat 12 miljoen jaar geleden de planeet Cybertron gebruikte als een fabriek voor het maken van cybernetische levensvormen. Aanvankelijk probeerden ze techno-organische wezens, maar die bleken te zwak. Daarom richtten ze zich puur op robots. Ze maakten twee soorten robots: militaire robots die later de Decepticons zouden worden, en consumentenproducten die later de Autobots zouden vormen. Ze gaven de robots intelligentie zodat ze hun taken automatisch konden uitvoeren. De robots ontwikkelden echter eigen persoonlijkheden en gevoelens. Ze keerden zich tegen hun meesters, en de Quintessons waren gedwongen de planeet te verlaten. Sommige Quintessons vluchtten naar andere dimensies, anderen werden verspreid over het heelal.
De Quintessons bleven vijanden van de Transformers. De weinige Transformers die werden gevangen werden door de Quintessons ter dood veroordeeld.
In de film The Transformers: The Movie kwamen de hedendaagse Transformers voor het eerst oog in oog te staan met de Quintessons. Hot Rod, Kup en de Dinobots werden door de Quintessons gevangen en veroordeeld, maar konden ontsnappen toen Grimlock de helpers van de Quintessons tegen hen opzette. In het derde seizoen van de televisieserie probeerden de Quintessons Cybertron te heroveren. Hiertoe maakten ze zelfs een bondgenootschap met de Decepticons. Deze alliantie hield niet lang stand omdat beide partijen elkaar voortdurend bedrogen. In de rest van de serie bleven ze pogingen doen de Transformers uit te schakelen. Ze brachten zelfs Optimus Prime weer tot leven als een van hun eigen soldaten.
Quintessons zijn wezens van logica en statistiek. Hun grootste zwakheid is niet lineair denken. Ze werden grotendeels verslagen omdat de Autobots hulp hadden van de mensheid, wiens acties de Quintessons niet konden voorspellen.

## Andere incarnaties
In de andere incarnaties van Transformers hebben de Quintessons vrijwel geen rol. In de Marvel Comics stripserie verschenen ze alleen in de stripversie van de film. In de strips van Dreamwave deden ze enkel mee op de achtergrond, waar ze achter de schermen de val van de Autobots planden. Dit verhaal werd nooit afgemaakt vanwege het faillissement van Dreamwave.
In de serie Transformers: Energon komt een wezen voor genaamd Alpha Q, die sterk lijkt op de Quintessons uit Generation 1.
In de film Transformers: Age of Extinction wordt er gedacht dat de mysterieuze scheppers waarvoor Lockdown werkt in werkelijkheid de Quintessons zijn.
In de Netflix-trilogie Transformers: War for Cybertron, hoofdstuk 2 Earthrise, komt een Quintesson met de naam Deseeus voor, als leider van een groep plunderaars.